# 2020年富山県知事選挙
2020年富山県知事選挙（2020ねんとやまけんちじせんきょ）は、2020年（令和2年）10月25日に執行された富山県知事選挙である。

## 概要
現職の石井隆一の任期満了に伴う知事選挙。出馬したのは現職で5期目を目指す石井、元日本海ガス社長の新田八朗、NGO代表の川渕映子の3名で、保守分裂選挙としては1969年以来51年ぶり、3人以上の立候補は1973年以来47年ぶり、女性候補の出馬は1948年以来72年ぶりとなった。

## 選挙データ

### 告示日・執行日
- 告示日：2020年（令和2年）10月8日
- 執行日：2020年（令和2年）10月25日

### 広報キャラクター
- 朝乃山英樹（大相撲力士・富山市出身）[3]
- はじめしゃちょー（YouTuber・砺波市出身）[3]

## 立候補者
（届け出順）
| 氏名                         | 年齢 | 現元新 | 職業・肩書                       |
| ---------------------------- | ---- | ------ | -------------------------------- |
| 新田八朗 （にった はちろう） | 62   | 新     | 元日本海ガス社長                 |
| 川渕映子 （かわぶち えいこ） | 71   | 新     | NGO代表                          |
| 石井隆一 （いしい たかかず） | 74   | 現     | 富山県知事（現職）・元消防庁長官 |

### 立候補を取りやめた人物
- 舛田忠治 - 元県職員
  - 2020年9月18日、候補予定者事務説明会に立候補を検討しているとして出席[4]。9月30日までに立候補を取りやめ[5]。
- 堀孝童 - 動画投稿者
  - 2020年9月18日、候補予定者事務説明会に立候補を検討しているとして出席。10月6日、自身の投稿した動画で不出馬を表明。

### 立候補者のホームページ
- 新田八朗 - 新田はちろう公式サイト | ワンチームとやま
- 川渕映子 - かわぶち映子 | いのちの会
- 石井隆一 - 石井隆一(いしいたかかず) 富山県知事公式ウェブサイト

## タイムライン
2019年
- 12月11日 - 新田が出馬を表明[6]。

2020年
- 1月14日 - 石井が5選を目指し出馬を表明[7]。
- 8月31日 - 川渕が出馬を表明[8]。

## 政党・政治団体の動き
自由民主党富山県連は、石井・新田の2名が推薦を依頼していたが、現職の石井の推薦を決定。公明党も7月2日、石井を富山県本部として推薦することを決定。しかし、この方針に反発し新田への支持を表明した自民党所属の富山県議会議員4名が会派「自民党県議会議員会」を離脱し新会派「自民党新令和会」を結成する事態となった。
また、自民党の現職国会議員・経験者の支援先も割れ、元首相・総務大臣で副総理兼財務大臣・金融担当大臣の麻生太郎、前政調会長の岸田文雄、総務会長代理の片山さつき、幹事長代行の野田聖子、農林水産大臣で参議院富山県選挙区選出の野上浩太郎らが石井への支持を呼びかける一方、新田の実姉で前北海道知事の高橋はるみ（参議院北海道選挙区選出）、元首相の森喜朗、元文部科学大臣の馳浩らは新田支持に回った。
日本維新の会県連組織にあたる富山維新の会は独自候補の擁立を検討したが、8月26日に候補擁立を見送った上で新田への支援を決定した。
日本共産党富山県委員会、社会民主党富山県連はそれぞれ独自候補の擁立を検討したが、日本共産党が9月1日、社会民主党県連が同14日にそれぞれ川渕への応援（事実上の支持）を決定。

## 選挙結果
投開票の結果、新人の新田が現職の石井らを破り初当選を果たした。
各候補の得票率
※当日有権者数：882,675人 最終投票率：60.67%（前回比：+25.33pts）
| 候補者名 | 年齢 | 所属党派 | 新旧別 | 得票数    | 得票率 | 推薦・支持                                                   |
| -------- | ---- | -------- | ------ | --------- | ------ | ------------------------------------------------------------ |
| 新田八朗 | 62   | 無所属   | 新     | 285,118票 | 53.53% | 日本維新の会(富山維新の会)支援                               |
| 石井隆一 | 74   | 無所属   | 現     | 222,417票 | 41.76% | 自由民主党富山県連・公明党富山県本部・国民民主党富山県連推薦 |
| 川渕映子 | 71   | 無所属   | 新     | 25,085票  | 4.71%  |                                                              |

| 市町村   | 新田八朗 | 新田八朗 | 石井隆一 | 石井隆一 | 川渕映子 | 川渕映子 |
| 市町村   | 得票     | %        | 得票     | %        | 得票     | %        |
| -------- | -------- | -------- | -------- | -------- | -------- | -------- |
| 合計     | 285,118  | 53.53%   | 222,417  | 41.76%   | 25,085   | 4.71%    |
| 富山市   | 115,319  | 57.38%   | 75,400   | 37.52%   | 10,251   | 5.10%    |
| 高岡市   | 45,720   | 56.00%   | 32,011   | 39.21%   | 3,916    | 4.80%    |
| 魚津市   | 10,688   | 52.53%   | 8,797    | 43.23%   | 863      | 4.24%    |
| 氷見市   | 11,943   | 48.61%   | 11,580   | 47.13%   | 1,045    | 4.25%    |
| 滑川市   | 8,570    | 50.91%   | 7,477    | 44.42%   | 786      | 4.67%    |
| 黒部市   | 10,012   | 47.04%   | 10,394   | 48.83%   | 878      | 4.13%    |
| 砺波市   | 12,665   | 48.93%   | 12,136   | 46.89%   | 1,081    | 4.18%    |
| 小矢部市 | 8,006    | 47.89%   | 8,123    | 48.59%   | 589      | 3.52%    |
| 南砺市   | 14,731   | 49.00%   | 14,070   | 46.80%   | 1,262    | 4.20%    |
| 射水市   | 24,699   | 52.38%   | 20,180   | 42.80%   | 2,276    | 4.83%    |
| 舟橋村   | 938      | 53.05%   | 753      | 42.59%   | 77       | 4.36%    |
| 上市町   | 5,084    | 46.78%   | 5,225    | 48.08%   | 558      | 5.13%    |
| 立山町   | 7,567    | 54.94%   | 5,527    | 40.13%   | 679      | 4.93%    |
| 入善町   | 5,832    | 43.11%   | 7,106    | 52.53%   | 589      | 4.35%    |
| 朝日町   | 3,344    | 46.34%   | 3,638    | 50.41%   | 235      | 3.26%    |